# Estrellas que alcanzar

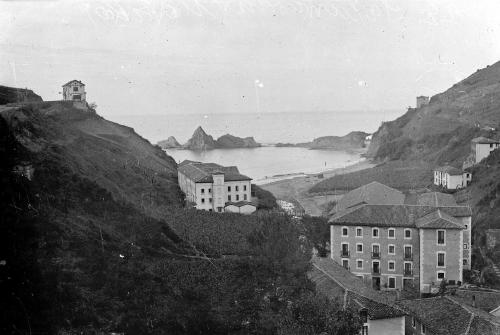
El balneario de Saturrarán fue la cárcel de mujeres más importante del frente norte durante los años 1938–1944. En 1987 se demolieron todos los edificios.

Estrellas que alcanzar (título original en euskara: Izarren argia) es una película basada en hechos reales en la cárcel de Saturrarán, antiguo balneario de la zona.

## Argumento
En 1938, Victoria (Bárbara Goenaga), junto a su hijo Raúl (Álex Bermúdez), es recluida en la prisión de Saturrarán situada en Motrico (Guipúzcoa) por ser viuda de un republicano. Allí podrá contemplar impertérrita uno de los acontecimientos que marcarán la vida de las reclusas. 48 niños raptados y dados en adopción a familias franquistas, todo ello bajo el auspicio de la madre superiora apodada La Pantera Blanca (Itziar Lazkano) y las macabras teorías del doctor Vallejo (Patxi Santamaría). Las madres encabezadas por Victoria intentaron vengarse. Finalmente 107 presidiarias fallecieron durante la revuelta pero al menos consiguieron que estos actos no se perdieran en la memoria.

## Reparto
| Intérprete          | Personaje           |
| ------------------- | ------------------- |
| Maite Arrese        | Madrastra           |
| Klara Badiola       | Emelina             |
| Maite Bastos        | Sor Teresa          |
| Aitor Beltrán       | Pedro               |
| Teresa Calo         | Sor Ángeles         |
| Ibai Corchado       | Hijo                |
| Sara Cozar          | Julia               |
| Zorion Eguileor     | Cura                |
| Estíbaliz Gabilondo | Sagrario            |
| Bárbara Goenaga     | Victoria            |
| Itziar Ituño        | Sor Angustias       |
| Garbiñe Iñausti     | Marisa              |
| Amagoia Lauzirika   | Sor Pilar           |
| Itziar Lazkano      | Pantera Blanca      |
| Amaia Lizarralde    | Jesusa              |
| Erik Probanza       | Miguel              |
| Patxi Santamaría    | Doctor Vallejo      |
| Mikel Tello         | Sargento falangista |
| Esther Uria         | Ana                 |